# What Evil Lurks
What Evil Lurks è il primo EP del gruppo musicale britannico The Prodigy, pubblicato il 25 febbraio 1991 dalla XL Recordings.

## Descrizione
Contiene quattro brani tratte da un demo di 10 tracce che Liam Howlett mandò all'XL Recordings quando tentò di ottenere un contratto. La versione originale di Everybody in the Place presente nell'EP differisce dalla versione pubblicata come singolo, nel quale è presente la "Fairground Version".

## Pubblicazione
What Evil Lurks è stato distribuito in un numero limitato il 25 febbraio 1991, vendendo circa 7 000 copie. Il 27 settembre 2004 l'EP è stato ristampato in edizione limitata per celebrare il quindicesimo anniversario della XL Recordings.

## Tracce
- Lato A

1. What Evil Lurks – 4:24
2. We Gonna Rock – 4:34

- Lato B

1. Android – 5:20
2. Everybody in the Place – 3:29